# Тодор Хаджирадонов
Тодор Иванов Хаджирадонов или Радонов е български възрожденски майстор, часовникар.

## Биография
Роден е в Банско, в големия род Радонови. Баща му Иван Хаджирадонов е търговец, който изпраща тримата си синове да учат в Европа. Тодор живее в Австрия и Германия. След завръщането си в Банско прави автоматична машина за дараци, която е представена на Пловдивското изложение през 1892 г. и получава правителствена награда. В Банско Уста Тодор прави просторна тъкачна работилница със собствени машини и механична работилница с металообработващ струг, задвижван от водна тяга. В 1866 година Тодор Хаджирадонов прави часовника за камбанарията на църквата „Света Троица“ в Банско. На Пловдивското изложение представя друг часовник, който е по-голям и по-сложен от банския, тъй като освен на час и половин час бие и на всеки 15 минути. Часовникът е закупен от Зографския манастир. За изобретениета си на Изложението получава сребърен медал.
Тодор Хаджирадонов умира през 1895 г. В знак на траур часовникът на кулата е настроен за непрекъснати удари до часа на неговото погребение.